# تفسیر (آرایه)
تَفسیر (روشن‌سازی) یکی از آرایه‌های ادبی است که در اشعار کاربرد دارد.
تفسیر، آن است که شاعر در شعر خود نخست لفظ یا الفاظی ناروشن و معماگونه بگوید و در ادامه، به توضیح آن‌ها بپردازد.
برای نمونه عنصری می‌گوید:
چهار چیز بُوَد در چهار وقت نصیب
خدایگان جهان‌را، چو کرد رایِ سفر
چو عزم کرد، صواب و، چو رای زد، توفیق
چو بازگردد فتح و، چو جنگ کرد، ظفر
آرایهٔ تفسیر دو گونه دارد: جَلی (آشکارگفته) و خَفی (آشکارناگفته).
تفسیر جلی آن است که شاعر پس از آن‌که الفاظ ناروشنی بیان کرد، به هنگام روشن‌سازی منظور خود در مصرع‌های بعدی، همان الفاظ ناروشن اولیه را نیز آورده و تکرار کند. نمونه از عنصری:
یا ببندد یا گشاید یا ستاند یا دهد
تا جهان برپای باشد شاه را این یادگار
آنچ بستاند ولایت آنچ بدهد خواسته
وآنچ بندد پای دشمن وآنچ بگشاید حصار.
که در آن فعل‌های بستن و گشودن و ستاندن و دادن که در آغاز معماگونه بیان شده بود دوباره در ادامه تکرار شده و بنابراین روشن‌سازی از نوع آشکارگفته (جلی) است.
زمانی که به هنگام روشن‌سازی، شاعر الفاظ ناروشن اولی را دوباره تکرار نکند به این حالت تفسیر خفی می‌گویند. نمونه از کشاف اصطلاحات الفنون:
همی آرند پیوسته ز بهر جشن تو پیدا
همی زایند همواره ز بهر بزم تو آسان.
[ز بهر جشن تو] رطب نخل و عسل نحل و بریشم کرم ومشک آهو
[ز بهر بزم تو] دُر دریا، و زر خارا و شکرنای و گوهر کان.
که در آن بخش‌هایی که درون کروشه افزوده‌ایم در شعر اصلی نیامده و بنابراین روشن‌سازی به صورت آشکارناگفته (خفی) است.